# Houston Aeros (WHA)
Die Houston Aeros waren ein Eishockeyteam, das von 1972 bis 1978 in der nordamerikanischen World Hockey Association (WHA) aktiv war.

## Geschichte
Anfang der 1970er Jahre kam in Nordamerika die Idee auf, eine Konkurrenzliga zur NHL unter dem Namen World Hockey Association aufzubauen. 1971 erhielt Paul Deneau von der Liga den Zuschlag ein WHA-Franchise zu errichten. Er siedelte es in Dayton, Ohio, an und nannte es Dayton Aeros. Doch als die Pläne für den Neubau einer Eishalle platzen war klar, dass das Team in Dayton keine Zukunft haben würde. Das Team wurde nach Houston, Texas, umgesiedelt und Houston Aeros umbenannt und war eines der zehn Gründungsmitglieder der WHA. Dort spielte man im 9.300 Zuschauer fassenden Sam Houston Coliseum. Obwohl der Name des Teams den Brüdern Wright Tribut zollte, passte er auch zur Luft- und Raumfahrtindustrie von Houston.
Das Team von Trainer Bill Dineen bestand in der ersten Saison aus überwiegend unbekannten Spielern. Doch dank der defensiven Ausrichtung konnte man viele Spiele knapp gewinnen und belegte am Ende der Saison den zweiten Platz der Western Division. Im Sommer 1973 gelang dem Team ein großer Coup. Man konnte mit Gordie Howe den zu dieser Zeit erfolgreichsten Scorer der National Hockey League verpflichten, der zwei Jahre nach seinem Rücktritt die Chance nutzte, mit seinen beiden Söhnen Mark und Marty zusammenzuspielen. Gleich in ihrer ersten Saison 1973/74 führten die Howes das Team der Aeros zum Gewinn der Avco World Trophy, die Meisterschaftstrophäe, die an den Sieger der Playoffs vergeben wurde. Im Finale besiegten sie die Chicago Cougars. Fast unverändert ging das Team in die Saison 1974/75 und blieb auch von größeren Verletzungen verschont. So wiederholten sie ihren Erfolg und besiegten diesmal in den Finals die Québec Nordiques.
Im Sommer 1975 zog man in das 14.906 Zuschauer fassende The Summit um. Angeführt von Gordie Howe der zum zweiten Mal in drei Jahren über 100 Scorerpunkte erreichte und einer von fünf Spielern der Aeros war, die mehr als 30 Tore erzielten, konnten sie wieder Platz 1 in der Western Division belegen. In den Finals scheiterten sie an den favorisierten Winnipeg Jets, die sich mit vielen Spielern aus Europa verstärkt hatten. Nachdem die Aeros mit einer verjüngten Mannschaft auch in der Saison 1976/77 die Western Division gewonnen hatten, waren wieder die Jets, auf die man schon im Halbfinale getroffen war, Endstation. Im Sommer gab es Meinungsverschiedenheiten zwischen dem Management und den Howes, die deshalb zu den New England Whalers wechselten. Um dies zu kompensieren, kam André Lacroix von den aufgelösten San Diego Mariners. Trainer Dineen stellte das Team gut ein und Lacroix brachte es auf 113 Punkte. So blieb der Absturz aus und man wurde Dritter in der Western Division.
Die Aeros waren eines der Spitzenteams der WHA, aber die Zuschauerzahlen in Houston blieben hinter dem Ligadurchschnitt zurück. Die Besitzer wechselten fast jährlich. 1974 gab Deneau das Team an Irv Kaplan ab. 1975 folgte George Bolin, 1977 Harrison Vickers und noch im selben Jahr Kenneth Schnitzer. Als bereits 1977 ein Zusammenschluss mit der NHL verhandelt wurde, waren die Aeros eines der sechst Teams die den Wechsel anstrebten, doch die NHL lehnte dies ab. Schnitzer bekam das Recht alleine für sein Team mit der NHL zu verhandeln. Die Aeros waren bereits Weihnachten 1977 fast pleite. Schnitzer wollte entweder mit seinem Team in die NHL aufgenommen werden oder ein bestehendes Team nach Houston unter seinem Besitz umziehen. Zeitweise glaubte Schnitzer die Colorado Rockies nach Houston zu bekommen doch das Team blieb schließlich doch in Denver.
Als die Winnipeg Jets im Juli 1978 die Verpflichtung von 13 Spielern der Aeros bekannt gaben, war das Ende der Houston Aeros auch offiziell besiegelt.

### Die neuen Aeros
1994 wurde ein neues Team unter dem Namen Houston Aeros gegründet. Es ist eine Hommage an die Mannschaft der 1970er Jahre. Das neue Team spielte von 1994 bis 2001 in der International Hockey League und gehörte ab 2001 der American Hockey League an. 2013 wurde es jedoch nach Des Moines umgesiedelt und spielt dort seitdem unter dem Namen Iowa Wild.

## Franchiserekorde
|                              | Name                    | Anzahl                        |
| ---------------------------- | ----------------------- | ----------------------------- |
| Meiste Spiele                | Poul Popiel             | 467 (in 6 Spielzeiten)        |
| Meiste Tore                  | Frank Hughes Larry Lund | 149                           |
| Meiste Vorlagen              | Larry Lund              | 277                           |
| Meiste Punkte                | Larry Lund              | 426 (149 Tore + 277 Vorlagen) |
| Meiste Strafminuten          | John Schella            | 844                           |
| Meiste Spiele eines Torwarts | Wayne Rutledge          | 176                           |
| Meiste Siege eines Torwarts  | Ron Grahame             | 102                           |
| Meiste Shutouts              | Ron Grahame             | 12                            |